# Werner Schindler
Werner Schindler (ur. 13 lutego 1905, zm. 10 stycznia 1986 w Biel/Bienne) – szwajcarski architekt, srebrny medalista Olimpijskiego Konkursu Sztuki i Literatury 1948. 
Wraz z projektem budowy Szwajcarskiego Federalnego Centrum Gimnastycznego i Sportowego ETS Magglingen (niem. Projekt ETS Magglingen, Eidgenössische Turn- und Sportschule) zdobył z Edym Knupferem srebrny medal podczas Olimpijskiego Konkursu Sztuki i Literatury 1948 w kategorii projektów urbanistycznych. Budowę projektu rozpoczęto w 1946 roku w kantonie Berno (pierwszą część ukończono w 1949 roku). W latach 50. i 60. XX wieku był zaangażowany w planowanie projektu sportowo-zielonego niedaleko Szafuzy.
Jest twórcą Geschäftshaus Publicitas w mieście Biel/Bienne.